# René Bouloc
René Bouloc, pseudonimo di Jacques René Boulloch (Saint-Pol-de-Léon, 17 luglio 1944 – Plougonven, 26 novembre 2013), è stato un attore francese.
Benché non abbia mai ricoperto ruoli da protagonista, ha recitato in molti film e anche in lavori teatrali e televisivi. In Italia è conosciuto soprattutto come caratterista nei tre film che ha girato sotto la regia di Louis Malle.

## Filmografia
- La pila della Peppa, regia di Claude Autant-Lara (1963)
- Chi ha rubato il presidente? (Le Grand Restaurant), regia di Jacques Besnard (1966)
- Le grandi vacanze (Les Grandes Vacances), regia di Jean Girault (1967)
- Erotissimo, regia di Gérard Pirès (1968)
- Sous le signe du taureau, regia di Gilles Grangier (1969)
- Pierre et Paul, regia di René Allio (1969)
- Ces messieurs de la gâchette, regia di Raoul André (1970)
- Tre canaglie e un piedipiatti, regia di Georges Lautner (1971)
- Soffio al cuore, regia di Louis Malle (1971)
- Cognome e nome: Lacombe Lucien, regia di Louis Malle (1974)
- La polizia indaga: siamo tutti sospettati, regia di Michel Wyn (1974)
- On a retrouvé la 7e compagnie, regia di Robert Lamoureux (1976)
- Le Petit Marcel, regia di Jacques Fansten (1976)
- Il giudice d'assalto, regia di Yves Boisset (1977)
- La Question, regia di Laurent Heynemann (1977)
- I soldi degli altri, regia di Christian de Chalonge (1978)
- One, Two, Two : 122, rue de Provence, regia di Christian Gion (1978)
- Mon premier amour, regia di Élie Chouraqui (1978)
- Dossier 51, regia di Michel Deville (1978)
- Elle, regia di Jean-François Jonvelle (1978)
- Asphalte, regia di Denis Amar (1981)
- Il ritorno di Martin Guerre, regia di Daniel Vigne (1982)
- Arrivederci ragazzi, regia di Louis Malle (1987)
- Fréquence meurtre, regia di Élisabeth Rappeneau (1988)
- Lacenaire, regia di Francis Girod (1990)
- Sans rires, regia di Mathieu Amalric (cortometraggio) (1991)
- La Maison verte, regia di Sylvie Verheyde (1992)
- Sauve-toi, regia di Jean-Marc Fabre (1993)